# (3812) Lidaksum
(3812) Lidaksum est un astéroïde de la ceinture principale.

## Description
(3812) Lidaksum est un astéroïde de la ceinture principale. Il fut découvert le 11 janvier 1965 à Nanking par l'observatoire de la Montagne Pourpre. Il présente une orbite caractérisée par un demi-grand axe de 3,17 UA, une excentricité de 0,12 et une inclinaison de 18,4° par rapport à l'écliptique.

## Compléments